# Braunschweigisches Landesmuseum

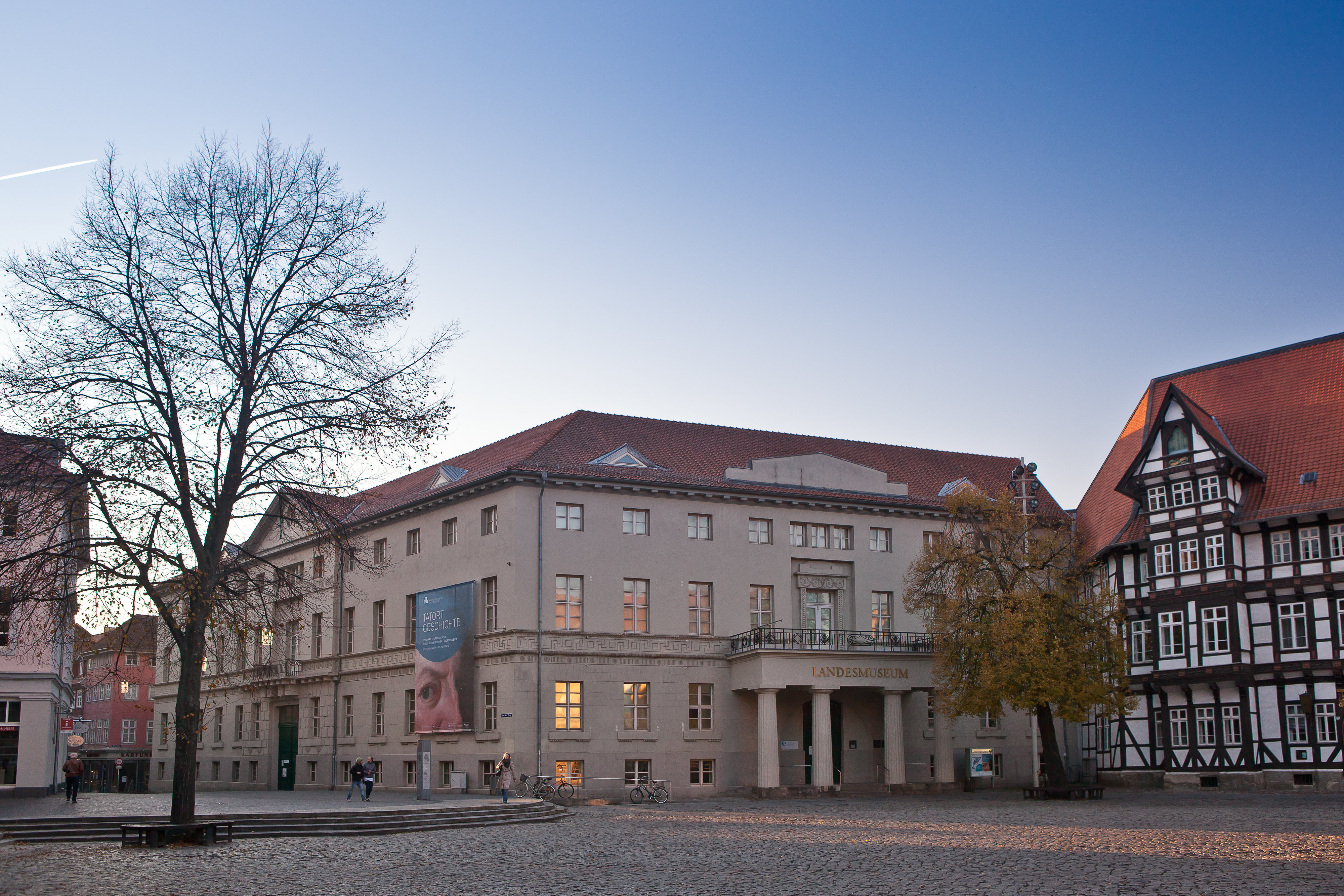
Braunschweigisches Landesmuseum im Vieweg-Haus

Das Braunschweigische Landesmuseum (BLM) ist ein historisches Museum in der Stadt Braunschweig und das einzige Geschichtsmuseum in der Trägerschaft des Landes Niedersachsen. An fünf Standorten präsentiert das Braunschweigische Landesmuseum lebendige Geschichte von vor 50.000 Jahren bis heute: Das Vieweg-Haus am Burgplatz (voraussichtlich bis 2027 sanierungsbedingt geschlossen), das Museum Hinter Ägidien sowie das Familienmuseum in St. Ulrici-Brüdern in Braunschweig, die Kanzlei Wolfenbüttel und das Bauernhausmuseum Bortfeld.

## Geschichte des Museums

### Vaterländisches Museum
Das BLM wurde am 11. Oktober 1891 als städtisches Vaterländisches Museum für Braunschweigische Landesgeschichte gegründet; das Museumsgebäude befand sich damals in der Straße Hagenscharrn. Grundstock bildete eine umfangreiche Sammlung von Ausstellungsstücken, die anlässlich einer Erinnerungsausstellung an den „Schwarzen Herzog“, Friedrich Wilhelm von Braunschweig-Lüneburg, im Jahr 1890 zusammengetragen worden waren.
Im Jahre 1902 bezog das Museum neue Räumlichkeiten in der Aegidienkirche und in den daran angrenzenden Räumen des ehemaligen Benediktiner-Klosters und des Paulinerchores. Erster hauptamtlicher Leiter war in den Jahren 1910 bis 1935 der Kunsthistoriker Karl Steinacker (1872–1944).
In der Zeit des Nationalsozialismus wurde das Museum zum 1. Oktober 1935 verstaatlicht und 1938 in Braunschweigisches Landesmuseum für Geschichte und Volkstum umbenannt, ein Name, den es bis Ende 1982 trug. Museumsdirektor war der Kunsthistoriker Johannes Dürkop (1905–1945), ein überzeugter Nationalsozialist.

### Umzug in das Vieweg-Haus
Nach dem Ende des Zweiten Weltkrieges musste das Museum die Räumlichkeiten der Aegidienkirche an die Gemeinde St. Nicolai übergeben, da diese aufgrund der großen Kriegsschäden und der infolge der Flüchtlingsbewegungen sprunghaft angestiegenen Zahl der Katholiken in der Stadt dringend neue Gemeinderäume benötigte. Die kriegsbedingten Instandsetzungsarbeiten am Paulinerchor und an den Klosterräumen dauerten bis etwa 1959 an. Erst 1960 erlangte die Öffentlichkeit wieder Zugang zum Museum. Museumsleiter war von 1945 bis 1965 Alfred Tode (1900–1996). Sein Nachfolger war Rolf Hagen, der bis 1986 den Direktorenposten innehatte.
Das „Vieweg-Haus“ am Burgplatz wurde 1976 durch den Wechsel des Vieweg-Verlags nach Wiesbaden frei und danach als Lager genutzt. Von 1983 bis 1985 wurde es komplett entkernt und unter Berücksichtigung musealer Belange von innen neu errichtet. Das 44 Jahre nach der letzten Namensänderung am 1. Januar 1983 erneut – diesmal als Braunschweigisches Landesmuseum – umbenannte Museum zog 1985 in das Gebäude ein. Nach dem Umzug übernahm Gerd Biegel die Leitung des Museums und blieb bis Ende 2008 in der Stellung. Anschließend übernahm der Mediävist Hans-Jürgen Derda kommissarisch die Direktion. Seit Herbst 2010 ist Heike Pöppelmann Direktorin des Hauses.

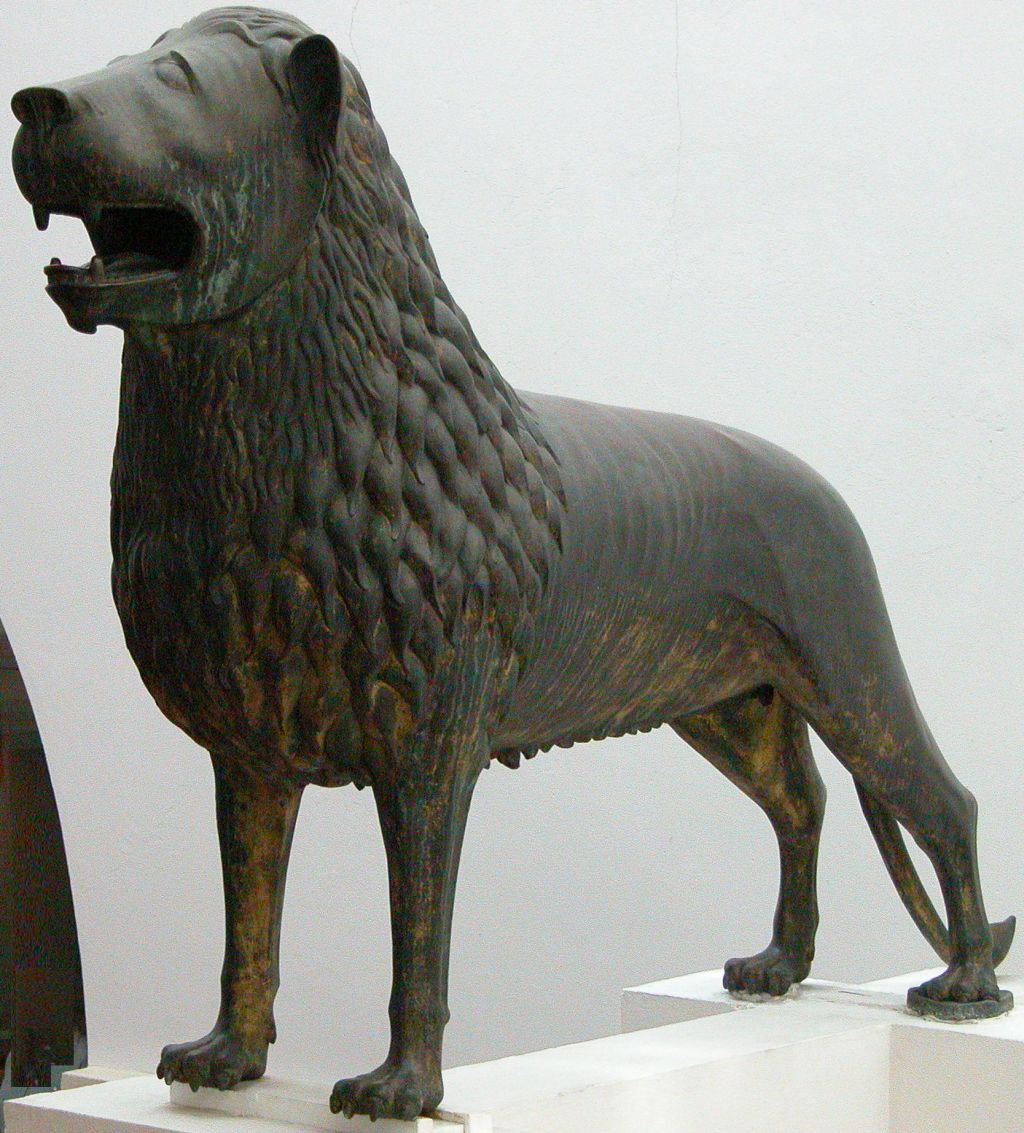
Kopie des Burglöwen im Vieweg-Haus (bis Mai 2014)

Heute dokumentiert das BLM die Geschichte des Herzogtums Braunschweig und des Freistaates Braunschweig von den ur- und frühgeschichtlichen Anfängen bis zur Gegenwart. Neben der großen Dauerausstellung im sogenannten „Vieweg-Haus“, dem Haupthaus des Museums am Burgplatz, verfügt das Braunschweigische Landesmuseum über drei Nebenstellen: „Hinter Aegidien“ mit dem Jüdischen Museum in Braunschweig, die Neue Kanzlei in Wolfenbüttel mit einer Dauerausstellung zur Ur- und Frühgeschichte (auch als Archäologie in der Kanzlei bezeichnet) und schließlich das Bauernhausmuseum in Bortfeld zum ländlichen Leben.

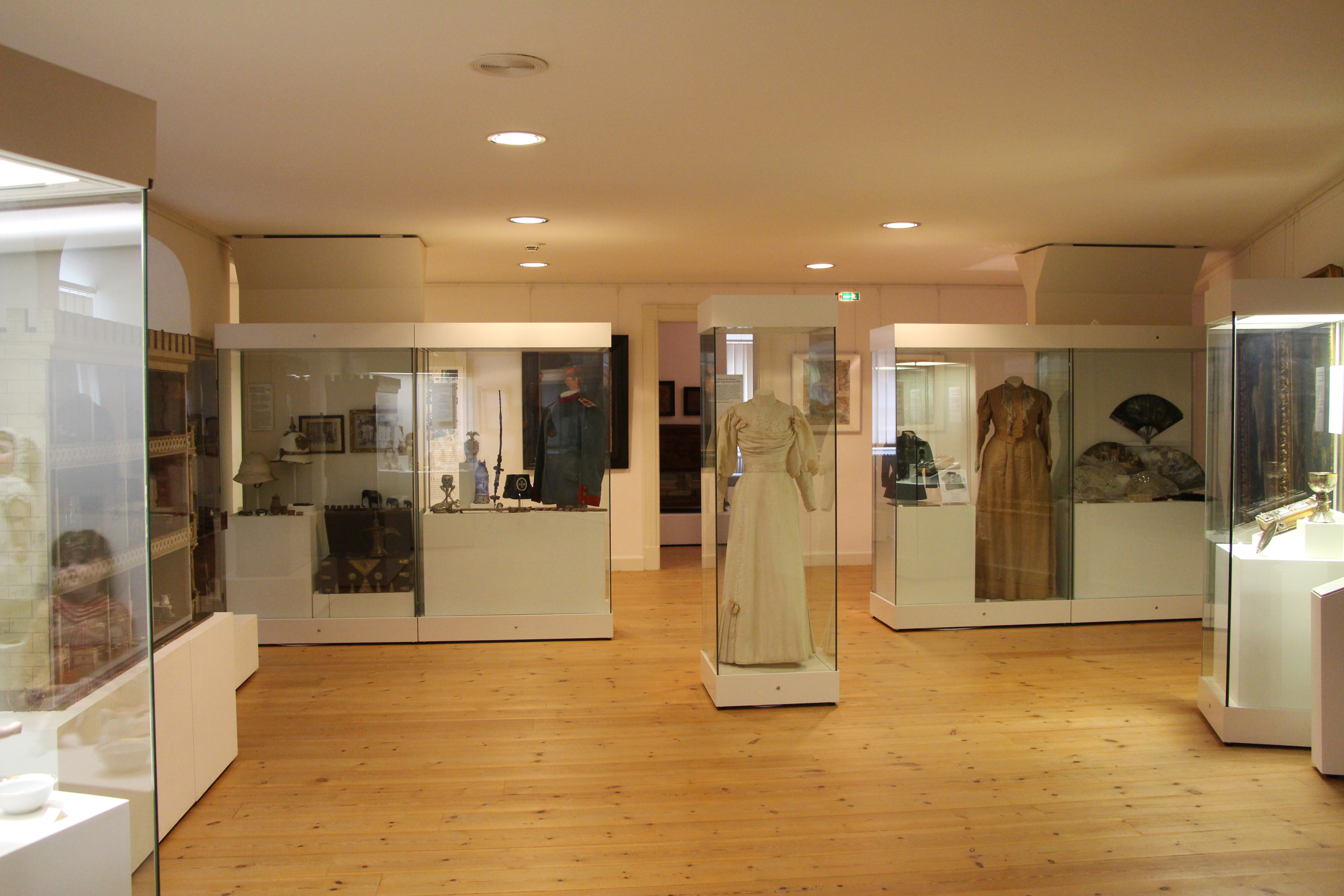
Ausstellungsraum zum 19. Jahrhundert

Die Museumsbestände werden thematisch-chronologisch präsentiert. Die große Anzahl der Objekte aus Geschichte, Kultur, Wirtschaft, Technik, Kunst, Volkskunde und Sozialgeschichte spiegeln Ereignisse, Entwicklungen und Persönlichkeiten wider und geben in dieser Form einen umfassenden Einblick in die braunschweigische Landesgeschichte im Kontext deutscher und europäischer Geschichte. Das BLM erhielt 1981 für 4,5 Mio. DM die einzigartige Rechenmaschinen-Sammlung der früheren Brunsviga Werke Braunschweig. Sie wurde ab 1910 vom damaligen Direktor Franz Trinks als Werksmuseum aufgebaut und umfasst rund 400, zum Teil einzigartige, Maschinen und eine Spezialbibliothek.
Das „Vieweg-Haus“ hat sich in den Jahren seit der Eröffnung mit seiner umfassenden Präsentation der Geschichte vom 8. Jahrhundert bis hin zur Gegenwart zu einem Kulturzentrum der Stadt Braunschweig entwickelt. Mit seinen vielfältigen und umfangreichen Beständen in fünf Häusern ist das Braunschweigische Landesmuseum eines der größten historischen Museen Deutschlands. 
Der Hauptstandort des Braunschweigischen Landesmuseums, das Vieweghaus am Burgplatz, ist voraussichtlich bis 2027 sanierungsbedingt geschlossen. In die Zukunft seines traditionsreichen Geschichtsmuseums investiert das Land Niedersachsen 47,5 Millionen €.

### Ältestes jüdisches Museum der Welt

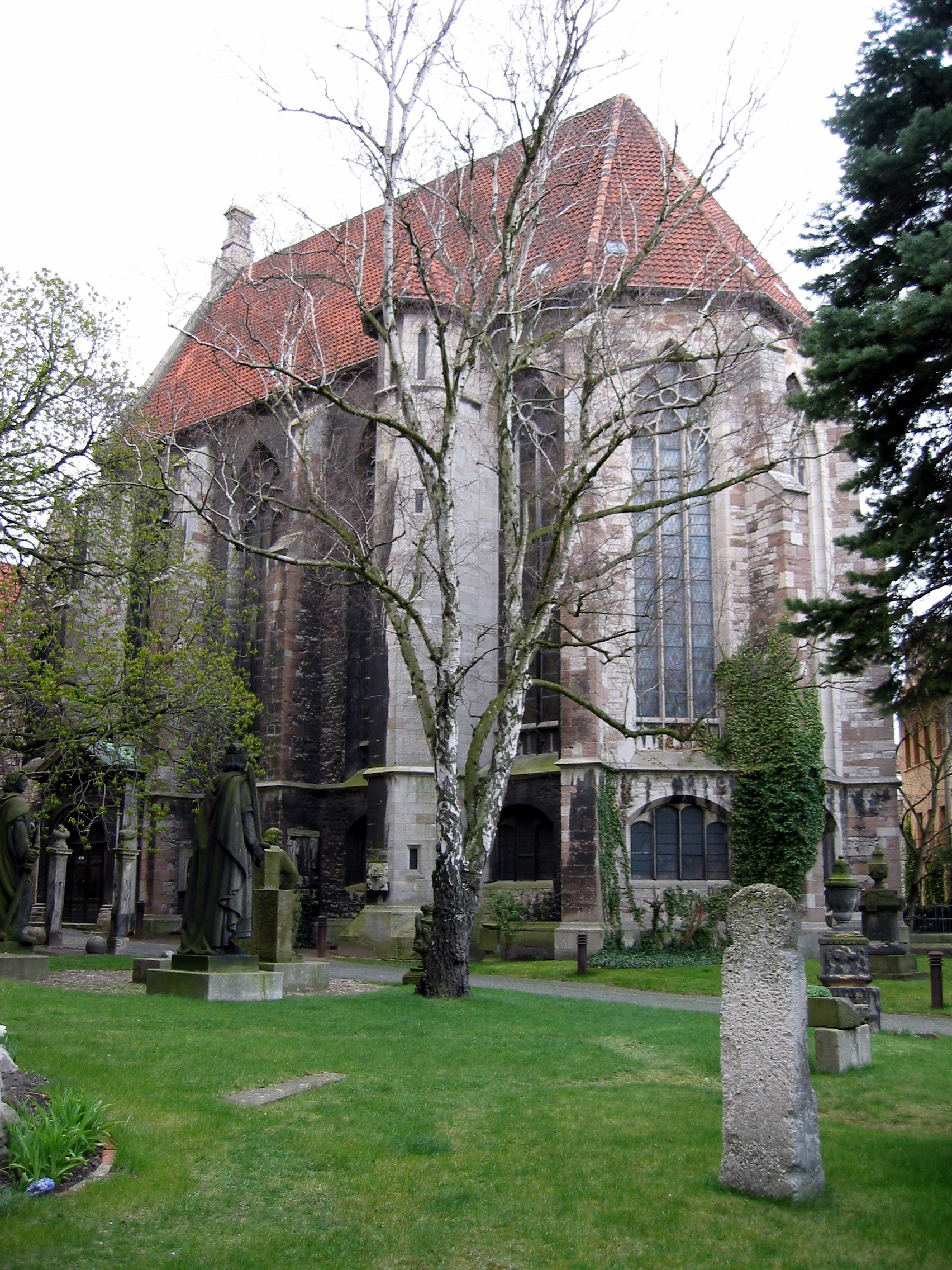
BLM Hinter Aegidien mit Jüdischem Museum

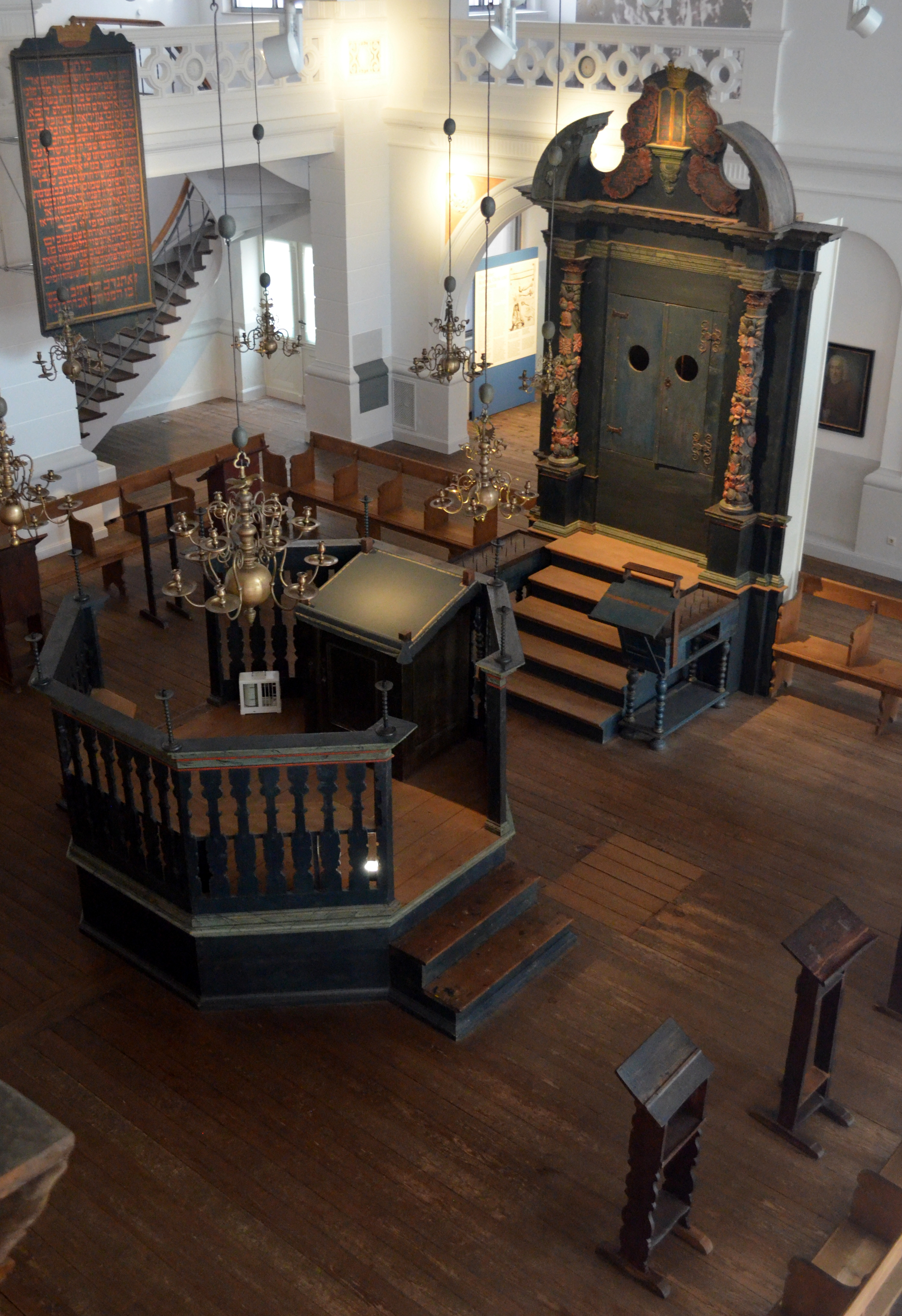
Barocker Toraschrein (rechts) und Bima (Achteck) der Hornburger Synagoge, deren Inneneinrichtung dort ausgestellt ist.

In der Straße Hinter Aegidien befindet sich der Chor des aus der Mitte des 12. Jahrhunderts stammenden Paulinerklosters, das am Ruhfäutchenplatz auf dem Grundstück der ehemaligen Bezirksregierung stand und 1912 abgebrochen wurde. Der Chor wurde 1913 auf das Grundstück des Aegidienklosters versetzt. Es beherbergt eine der drei Nebenstellen des BLM und ist das älteste jüdische Museum der Welt.
Zentrum der Ausstellung bildet die komplette Inneneinrichtung der Hornburger Synagoge, die 1924 abgerissen wurde. Außerdem verfügt das Museum über eine große und bedeutende Sammlung jüdischer Kultgerätschaften und Handschriften, sogenannter Judaica. Zusätzlich finden sich Informationen und Dokumente zu jüdischen Fest- und Feiertagen, zur Entwicklung des Reformjudentums und schließlich zum KZ Bergen-Belsen.
Die Judaica-Sammlung geht auf eine bereits 1746 öffentlich zugängliche Sammlung des Hofjuden Alexander David (1687–1765) zurück. Sie wurde durchgehend seit der Gründung des Museums 1891 bis 1944 in diesen Räumen ausgestellt, konnte aber nach dem Ende des Zweiten Weltkriegs aus Platzgründen erst wieder ab 1987 der Öffentlichkeit zugänglich gemacht werden.

## Ausstellungen

### Dauerausstellungen
- Landesgeschichte
- Klostergeschichte und Jüdisches Museum
- Archäologie in der Kanzlei

### Sonderausstellungen
- Niedersächsische Landesausstellung „Otto IV. Traum vom welfischen Kaisertum.“ Unter der Schirmherrschaft des Niedersächsischen Ministerpräsidenten Christian Wulff, 8. August bis 8. November 2009.
- „Eine außergewöhnliche Frau.“ (2010 bis 2013)
- „Tatort Geschichte.“ (2011/2012)
- „A sentimental journey no 1: Portraits.“ (2012/2013)
- „Luxus in Scherben – Das Thema der Ausstellung!“ (2013)
- „1913 – Herrlich moderne Zeiten? – über Wirtschaft, Monarchie, Kultur und Gesellschaft einer Epoche.“ (2013/2014)
- Niedersächsische Landesausstellung „Roms vergessener Feldzug.“ Zu den Funden und Ereignissen am Harzhorn (2013/2014)
- „Ein- und Ausschnitte – Uwe Brodmann fotografiert das Landesmuseum.“ (2014)
- „Goethes Zebra.“ (2014)
- „Wie Menschen Affen sehen.“ (2014/2015)
- „1914… schrecklich kriegerische Zeiten.“ (2014/2015)[8]
- „Wann ist ein Held ein Held? Der Schwarze Herzog 1815/2015.“ (2015)
- „Im Aufbruch. Reformation 1517-1617.“ Unter der Schirmherrschaft des Niedersächsischen Ministerpräsidenten Stephan Weil gezeigt vom 7. Mai bis 19. November 2017.
- Niedersächsische Landesausstellung Saxones. Eine neue Geschichte der alten Sachsen (2019/2020)

## Publikationen (Auswahl)
- Gerd Biegel (Hrsg.): Herzöge, Revolution und Nierentisch. 1200 Jahre Braunschweigische Landesgeschichte (= Veröffentlichungen des Braunschweigischen Landesmuseums. 67.) J. H. Meyer, Braunschweig 1992, ISBN 3-927939-14-5.
- Gerd Biegel, Angela Klein (Hrsg.): Carl Theodor Ottmer (1800–1843). Braunschweigischer Hofbaumeister – europäischer Architekt. Braunschweig 2000.
- Gerd Biegel, Maik Ohnezeit (Hrsg.): „Was ist des Teutschen Vaterland?“ Patriotismus und Nationalismus in Braunschweigs Geschichte und Gegenwart (= Veröffentlichungen des Braunschweigischen Landesmuseums. 111.) Ruth Printmedien, Braunschweig 2007, ISBN 978-3-927939-77-6.
- Bernd Ulrich Hucker, Stefanie Hahn, Hans-Jürgen Derda – Braunschweigisches Landesmuseum (Hrsg.): Otto IV. Traum vom welfischen Kaisertum. Michael-Imhof-Verlag, Petersberg 2009, ISBN 978-3-86568-500-1.
- Meike Buck: 1913 – herrlich moderne Zeiten? Zwischen Monarchie und Moderne, Braunschweig 1913 (= Veröffentlichungen des Braunschweigischen Landesmuseums. 114.) ISBN 978-3-941737-87-7.
- Heike Pöppelmann, Korona Deppmeyer, Wolf-Dieter Steinmetz – Braunschweigisches Landesmuseum (Hrsg.): Roms vergessener Feldzug. Die Schlacht am Harzhorn (= Veröffentlichungen des Braunschweigischen Landesmuseums. 115.) Theiss, Stuttgart 2013, ISBN 978-3-8062-2822-9.
- Heike Pöppelmann, Angela Klein (Hrsg.): Wann ist ein Held ein Held? Der Schwarze Herzog 1815/2015 (= Kleine Reihe des Braunschweigischen Landesmuseums. Band 7.) Verlag Uwe Krebs, Wendeburg 2015, ISBN 978-3-932030-66-6.
- Wulf Otte, Heike Pöppelmann, Ole Zimmermann: 1914 … schrecklich kriegerische Zeiten (= Veröffentlichungen des Braunschweigischen Landesmuseums. 116.) Appelhans Verlag, Braunschweig 2014, ISBN 978-3-944939-04-9.
- Heike Pöppelmann, Dieter Rammler – Braunschweigisches Landesmuseum und Evangelische Akademie Abt Jerusalem (Hr.): Im Aufbruch. Reformation 1517 - 1617 (= Veröffentlichungen des Braunschweigischen Landesmuseums. 117.) Ausstellungskatalog. Sandstein-Verlag, Dresden 2017, ISBN 978-3-95498-290-5.
- Hans-Jürgen Derda, Heike Pöppelmann, Braunschweigisches Landesmuseum (Hrsg.): Geschichte – Museum – Religionen (Forschungen und Berichte des Braunschweigischen Landesmuseums. Neue Folge, Band 2.) Verlag Uwe Krebs, Braunschweig 2018, ISBN 978-3-932030-81-9.